# MDE

Strukturformel för MDE.

MDE, MDEA eller N-etyl-MDA (N-etyl-3,4-metylendioxiamfetamin), även kallat eve, är ett centralstimulerande medel.
Substansen är narkotikaklassad och ingår i förteckning P I i 1971 års psykotropkonvention, samt i förteckning I i Sverige, vilket innebär "narkotika som normalt inte har medicinsk användning".
MDE skiljer sig från MDA genom en etylgrupp på kväveatomen, därför är N-etyl-MDA en vanlig beteckning.